# Чокре
Чокре (Чекре, Чекри, Чогре, Чакра, Джегре, Чингиз-оглан, Беркехан; старотат. چکره خان‎) — чингизид, хан Золотой Орды (1414—1416), ранее правитель Чинги-Туры (1407—1413).

## Происхождение и семья
Хан Чокре считается представителем 5-го поколения потомков Тука-Тимура, сына Джучи. По Ж. М. Сабитову получается следующая генеалогия:
Чингисхан — Джучи — Тука-Тимур — Уз-Тимур — Абай — Менгасир — Акмыл — Чокре.
Из генеалогии следует, что Чокре:
- троюродный племянник Урус-хана;
- четвероюродный брат хана Тохтамыша;
- четвероюродный дядя ханов Тимур Кутлуга, Шадибека, Джелал ад-Дина, Гийас ад-Дина, Керим-Берды, Кепека, Джаббар-Берды, Барака и Улу Мухаммеда.

В соответствии с «Избранными летописями из книги побед» (Таварих-и гузиде нусрат наме) у Чокре имелось два сына — Байсунгур и Ла’л, а также дочь Тулунчак.

## Биография
Впервые Чекре-оглан упомянут в качестве участника похода Тамерлана против Китая, начатого в ноябре 1404 года. При этом источник называет упомянутого Чекре сыном Тохтамыша. В январе 1405 года Чекре-оглан в числе других царевичей присутствует на приёме Тамерланом послов Тохтамыша. «Аноним Искандера» подтверждает, что «Чакире-оглан… долгое время проводил жизнь в орде Тимура».

### Союз с Едигеем
Согласно запискам очевидца событий Иоганна Шильтбергера, в том же 1405 году Чокре находится при внуке скончавшегося Тамерлана, правителе Багдада Абу-Бекре. Принцу поступило предложение от темника Едигея «возвратиться на родину для занятия там престола». Вместе с 600 всадниками Чокре перебрался через Астару, Грузию, Лахиджан, Ширван, Шабран, Дербент, Джулат и прибыл к беклярбеку, на стороне которого принял участие в походе в «страну Сибирь».
Источник сообщает, что Едигей и Чокре покорили Сибирь. Известно, что противник Едигея Тохтамыш погиб в 1406 году именно в Сибири, в окрестностях Чинги-Туры. Историки (В. В. Похлёбкин) в связи с этим предполагают, что в 1407 году Чокре сменил Тохтамыша на месте правителя Чинги-Туры. Впрочем, по утверждению Шильтбергера, после завоевания Сибири Едигей и Чокре отправились на завоевание Волжской Булгарии, а после победы «возвратились восвояси».
Историки отождествляют Чокре с часто упоминаемым в источниках Чингиз-огланом. В 1410 году Чингиз-оглан поддержал восстание Шейх Нуруддина против правителя империи Тимуридов Шахруха, а через 2 года был уже посредником в мирных переговорах между Шейх Нуруддином и сыном Шахруха, эмиром Мавераннахра Улугбеком. В 1412 году Чингиз-оглан помог Едигею снять осаду Хорезма, блокированного всё тем же Шахрухом; о походе Чакире-оглана на Хорезм упоминает и «Аноним Искандера».

### На престоле в Сарае
Наконец, в 1414 году в союзе с Едигеем Чокре сменил на посту хана Золотой Орды сына Тохтамыша Кепека. Правда, победа над Кепеком усилила позиции его брата Керим-Берды, с которым Едигей и Чокре вынуждены были бороться 2 года и в итоге уступить тому юго-западную часть Орды. Известны монеты, чеканенные от имени хана Чокре в Сарае, Булгаре, Хаджи-Тархане, Азаке и Бек-Базаре в 1414—1416 годах.

### Поражение и гибель
Абд ар-Раззак Самарканди сообщает, что в 1416 году Чокре был свергнут Джаббар-Берди. Считается, что тогда же Чокре и погиб. Данная версия является общепризнанной.
Особое мнение у Ж. М. Сабитова, который предполагает, что в 1416 году произошёл конфликт между Чокре и Едигеем: темник поставил во главе Золотой Орды очередного хана-марионетку, а Чокре начал править самостоятельно в части улуса. Данная версия Сабитова основывается на том, что он отождествляет Чокре с упоминаемым у Эль-Айни под 1421 годом Берке-ханом. Вот как Сабитов цитирует Эль-Айни:

В 824 (1421) году государем земель Дештских был Мухаммед-хан, но между ним и Баракханом и Беркеханом (Чекре-ханом) происходили смуты и войны, и дела не улаживались.

Помимо созвучия имён «Берке» и «Чокре», в пользу версии Сабитова говорит тот факт, что как Иоганн Шильтбергер, так и «Аноним Искандера» в целом подтверждают Эль-Айни. Прежде всего оба источника сообщают о том, что Чокре был побеждён неким Мухаммадом (или Султан-Мухаммедом).
Далее «Аноним» утверждает, что Чокре некоторое время находился при Худайдаде. Было два человека с таким именем: сподвижник Тамерлана эмир Худайдад и крымский царевич Худайдат, который как раз воевал с Бараком в 1421—1422 годах, после первоначальной победы Барака над Улу-Мухаммедом. Получается, что формально совпадают имена всех соперников, упоминаемых Эль-Айни, однако сильно различаются подробности. Известно скептическое отношение учёных к достоверности «Анонима»; вполне возможно, что этот источник творчески переосмыслил реальные события, что и привело к различиям в подробностях.
Непосредственный участник событий Шильтбергер по естественным причинам сообщает более подробные сведения: перечисляя всё тех же троих противников (Чокре, упоминавшегося Мухаммада и Барака), добавляет к ним ещё Девлет-Берди. Если придерживаться утверждения Шильтбергера о том, что Чокре погиб при попытке отбить престол Сарая у Улу-Мухаммеда уже после поражения Девлет-Берди и Барака, то гибель Чокре надо отнести самое раннее к 1427 году.